# Kingdom Hearts
Kingdom Hearts (Nhật: キングダム ハーツ Hepburn: Kingudamu Hātsu) là một loạt trò chơi nhập vai hành động phát triển và phát hành bởi Square Enix (ban đầu là bởi Square). Nó là một sự hợp tác giữa Square Enix và Disney và do Tetsuya Nomura một nhân viên lâu năm tại Square Enix đạo diễn.
Kingdom Hearts là bản crossover giữa Square Enix và Disney xoay quanh một vũ trụ hư cấu. Loạt trò chơi tập trung vào nhân vật chính là Sora và hành trình và trải nghiệm của cậu với nhiều nhân vật Disney, Square Enix và Pixar khác nhau. Các anh hùng của loạt trò chơi đụng độ với nhiều hóa thân của nhân vật phản diện chính, Xehanort, trong suốt loạt trò chơi.
Loạt trò chơi này bao gồm mười ba trò chơi có sẵn cho nhiều nền tảng và đã có những tựa game được lên kế hoạch cho tương lai. Hầu hết các trò chơi trong loạt đã được đón nhận tích cực và thành công về mặt thương mại, bất chấp những lời chỉ trích về cốt truyện của nó. Tính đến tháng 2 năm 2019, loạt Kingdom Hearts đã xuất xưởng hơn 30 triệu bản trên toàn thế giới. Một loạt các hàng hóa liên quan đã được phát hành cùng với các trò chơi, bao gồm nhạc phim, figure, sách đồng hành, tiểu thuyết, thẻ, truyện tranh và một bộ phim truyền hình sắp tới.

## Các tựa

### Trò chơi
| 2002 | Kingdom Hearts             |
| 2003 |                            |
| 2004 | Chain of Memories          |
| 2005 | Kingdom Hearts II          |
| 2006 |                            |
| 2007 | Re:Chain of Memories       |
| 2008 | Coded                      |
| 2009 | 358/2 Days                 |
| 2010 | Birth by Sleep             |
| 2010 | Re:coded                   |
| 2011 |                            |
| 2012 | Dream Drop Distance        |
| 2013 | 1.5 Remix                  |
| 2013 | χ                          |
| 2014 | 2.5 Remix                  |
| 2015 | (Unchained / Union) χ      |
| 2016 |                            |
| 2017 | 2.8 Final Chapter Prologue |
| 2018 |                            |
| 2019 | Kingdom Hearts III         |
| 2020 | Dark Road                  |

- Kingdom Hearts là game đầu tiên trong loạt, được phát hành tại Nhật Bản vào ngày 28 tháng 3 năm 2002 cho PlayStation 2.[1][2]
- Kingdom Hearts: Chain of Memories là hậu truyện trực tiếp của trò chơi đầu tiên. Nó được phát hành trên Game Boy Advance tại Nhật Bản vào ngày 11 tháng 11 năm 2004.[3][4] Chain of Memories được giới thiệu là cầu nối giữa hai tựa PlayStation 2, giới thiệu và cho xem trước các yếu tố cốt truyện sẽ được khám phá trong trò chơi tiếp theo.[5]
- Kingdom Hearts II diễn ra một năm sau các sự kiện của Chain of Memories. Nó được phát hành cho PlayStation 2 tại Nhật Bản vào ngày 22 tháng 12 năm 2005.[6][7]
- Kingdom Hearts Coded  là một trò chơi dành cho điện thoại di động theo hồi xảy ra ngay sau after Kingdom Hearts II. Hồi "tiền cài đặt" được phát hành tại Nhật Bản vào ngày 18 tháng 11 năm 2008 và tám hồi sau đó được phát hành từ ngày 3 tháng 6 năm 2009 đến ngày 28 tháng 1 năm 2010.[8]
- Kingdom Hearts 358/2 Days được phát hành cho Nintendo DS tại Nhật Bản vào ngày 30 tháng 5 năm 2009. Nó chủ yếu diễn ra giữa Kingdom Hearts và Kingdom Hearts II, tập trung vào khoảng thời gian Roxas ở tại Organization XIII và động cơ rời đi của anh.
- Kingdom Hearts Birth by Sleep  là một tiền truyện của loạt, được phát hành cho PlayStation Portable  tại Nhật Bản vào ngày 9 tháng 1 năm 2010, và tại Bắc Mỹ vào ngày 7 tháng 9 năm 2010 với một số nội dung bổ sung.[9] Trò chơi lấy bối cảnh vào mời năm trước các sự kiện của trò chơi Kingdom Hearts đầu tiên, tiết lộ nguồn gốc của nhân vật phản diện Xehanort.[10]
- Kingdom Hearts 3D: Dream Drop Distance được phát hành vào ngày 29 tháng 3 năm 2012 tại Nhật Bản cho Nintendo 3DS.
- Kingdom Hearts χ: Tại Tokyo Game Show 2012, Square Enix công bố tựa Kingdom Hearts χ, trước đó được biết đến với tên gọi Kingdom Hearts for PC Browsers.[11] Nó là một trò chơi trình duyệt cho PC, và chỉ chơi được tại Nhật Bản kể từ ngày 18 tháng 7 năm 2013.
- Kingdom Hearts: Unchained χ: Một bản port quốc tế của Kingdom Hearts χ được phát hành cho các thiết bị Android và iOS có các nội dung từ trò chơi gốc trong khi sau đó thì đi trệch khỏi nó và cung cấp những nội dung hoàn toàn mới.[12] Unchained χ được phát hành tại Nhật Bản vào ngày 3 tháng 9 năm 2015,[13] tại Bắc Mỹ vào ngày 7 tháng 4 năm 2016,[14] và tại châu Âu vào ngày 16 tháng 6 năm 2016.[15]  Sau đó vào tháng 4 năm 2017, nó đã được đổi tên thành Kingdom Hearts: Union χ.[16]
- Kingdom Hearts III: Vào tháng 9 năm 2019, Tetsuya Nomura tuyên bố rằng nhóm của ông đang quá bận với các dự án khác ví dụ như Final Fantasy XV (vào lúc đó được biết đến với tên gọi Final Fantasy Versus XIII) nên không thể làm việc với Kingdom Hearts III. Ông cũng nói rằng nhóm của ông đang nghiên cứu cách để tạo ra đồ họa phân giải cao của trò chơi, thứ lại phụ thuộc vào những giới hạn về mặt kỹ thuật của máy console thế hệ tiếp theo.[17] Vào ngay 10 tháng 6 năm 2013, tại hội nghị họp báo Sony E3, sau nhiều năm đồn đại và dự đoán, Nomura đã giới thiệu một teaser cho Kingdom Hearts III, nêu rằng nó được phát triển cho PlayStation 4. Ngày hôm sau nó được công bố sẽ được phát triển cho cả Xbox One.[18] Trò chơi được phát hành ngày 25 tháng 1 năm 2019 tại nhật Bản và vào ngày 29 tháng 1 trên toàn cầu.[19][20]

## Đón nhận
| Trò chơi                                     | Famitsu | Metacritic |
| -------------------------------------------- | ------- | ---------- |
| Kingdom Hearts                               | 36/40   | 85         |
| Kingdom Hearts: Chain of Memories            | 36/40   | 76         |
| Kingdom Hearts II                            | 39/40   | 87         |
| Kingdom Hearts Re:Chain of Memories          |         | 68         |
| Kingdom Hearts 358/2 Days                    | 36/40   | 75         |
| Kingdom Hearts Birth by Sleep                | 37/40   | 82         |
| Kingdom Hearts Re:coded                      |         | 66         |
| Kingdom Hearts 3D: Dream Drop Distance       | 38/40   | 75         |
| Kingdom Hearts HD 1.5 Remix                  |         | 77         |
| Kingdom Hearts HD 2.5 Remix                  |         | 81         |
| Kingdom Hearts Unchained χ                   |         | 70         |
| Kingdom Hearts HD 2.8 Final Chapter Prologue | 34/40   | 78         |
| Kingdom Hearts HD 1.5 + 2.5 Remix            |         | 84         |
| Kingdom Hearts III                           | 39/40   | 83         |